# بطولة آسيا للناشئات تحت 17 عاما 2005
كانت بطولة الاتحاد الآسيوي للنساء تحت 17 سنة 2005 أول بطولة في بطولة الاتحاد الآسيوي للنساء تحت 16 سنة. وقد عقدت من 16 إلى 27 أبريل في نامهاي بكوريا الجنوبية.

## مرحلة المجموعات

### المجموعة الأولى
| م | الفريق         | لعب | ف | ت | خ | أ.له | أ.ع | أ.ف | نقاط | التأهل                        |
| - | -------------- | --- | - | - | - | ---- | --- | --- | ---- | ----------------------------- |
| 1 | كوريا الجنوبية | 3   | 3 | 0 | 0 | 25   | 2   | +23 | 9    | التقدم إلى مرحلة خروج المغلوب |
| 2 | تايلاند        | 3   | 2 | 0 | 1 | 19   | 7   | +12 | 6    | التقدم إلى مرحلة خروج المغلوب |
| 3 | الهند          | 3   | 1 | 0 | 2 | 10   | 13  | −3  | 3    |                               |
| 4 | إندونيسيا      | 3   | 0 | 0 | 3 | 0    | 32  | −32 | 0    |                               |

| كوريا الجنوبية | 15–0 | إندونيسيا |
| --- | ---- | --------- |
| - تشوي هاي-سوك 2'، 37' - جيون غا-إيول 9'، 13'، 21' - بارك جي-يونغ 10'، 66' - كيم سو-جين 15'، 39' - كيم تشو-هي 19' - كوون هاه-نول 41' - جونغ-وون-جونغ 47'، 52' - بارك تشو-رونغ 80+1'، 80+3' |      |           |

| تايلاند                                                                                            | 6–4 | الهند                                                  |
| -------------------------------------------------------------------------------------------------- | --- | ------------------------------------------------------ |
| - بيتساماي سورنساي 6'، 71'، 76' - تاناتا تشاوونغ 13' - برانغتيب نامبينغ 17' - سوكونيا بيانغتيم 65' |     | - نغانغوم بالا ديفي 40+1'، 41'، 51' - سوغانيا راجو 46' |

| الهند | 0–7 | كوريا الجنوبية                                                                                        |
| ----- | --- | --- |
|       |     | - كوون هاه-نول 28'، 37' - بارك جي-يونغ 35'، 52' - جيون غا-إيول 45' - تشو سو-هيون 74' - لي يي-إيون 79' |

| إندونيسيا | 0–11 | تايلاند |
| --------- | ---- | --- |
|           |      | - أوتومبون تونغتشون 8'، 55' - برانغتيب نامبينغ 11' - واجي كيرتسومبون 12' - بيتساماي سورنساي 22'، 30'، 38'، 41'، 66' - ساسيما بانراتسامي 24' - بومبوانغ نغويندي 73' |

| كوريا الجنوبية                                      | 3–2 | تايلاند                                     |
| --------------------------------------------------- | --- | ------------------------------------------- |
| - لي يي-إيون 13' - بارك جي-يونغ 46' - يو يونغ-آ 70' |     | - بيتساماي سورنساي 31' - تاناتا تشاوونغ 75' |

| الهند | 6–0 | إندونيسيا |
| --- | --- | --------- |
| - نغانغوم بالا ديفي 26'، 54' - لالفارموي همار 41+' - رانجيتا ديفي تانغجام 52' - تشانو ساناتهوي تشينغتهام 75' - مايبام بيمبيم ديفي 80+1' |     |           |

### المجموعة الثانية
| م | الفريق    | لعب | ف | ت | خ | أ.له | أ.ع | أ.ف | نقاط | التأهل                        |
| - | --------- | --- | - | - | - | ---- | --- | --- | ---- | ----------------------------- |
| 1 | اليابان   | 3   | 3 | 0 | 0 | 64   | 0   | +64 | 9    | التقدم إلى مرحلة خروج المغلوب |
| 2 | غوام      | 3   | 1 | 1 | 1 | 1    | 18  | −17 | 4    |                               |
| 3 | هونغ كونغ | 3   | 1 | 1 | 1 | 3    | 24  | −21 | 4    |                               |
| 4 | بنغلاديش  | 3   | 0 | 0 | 3 | 2    | 28  | −26 | 0    |                               |

| هونغ كونغ | 0–22 | اليابان |
| --------- | ---- | --- |
|           |      | - ناتسكو هارا 5'، 30'، 35' - أسانو ناغاساتو 6'، 17'، 23'، 29'، 39'، 57' - هيتومي أونو 19'، 33'، 38' - كونومي أتايياما 32'، 53' - أسونا تاناكا 45' - ماري كاوامورا 45'، 62' - ريتسوكو أوتشيبوري 47'، 56'، 65' - يوشيي هوري 80+2'، 80+3' |

| بنغلاديش | 0–1 | غوام               |
| -------- | --- | ------------------ |
|          |     | - آمي أتكينسون 38' |

| اليابان | 24–0 | بنغلاديش |
| ------- | ---- | -------- |
|         |      |          |

| غوام | 0–0 | هونغ كونغ |
| ---- | --- | --------- |
|      |     |           |

| غوام | 0–18 | اليابان |
| ---- | ---- | ------- |
|      |      |         |

| هونغ كونغ | 3–2 | بنغلاديش |
| --------- | --- | -------- |
|           |     |          |

### المجموعة الثالثة
| م | الفريق         | لعب | ف | ت | خ | أ.له | أ.ع | أ.ف | نقاط | التأهل                        |
| - | -------------- | --- | - | - | - | ---- | --- | --- | ---- | ----------------------------- |
| 1 | الصين          | 2   | 2 | 0 | 0 | 34   | 0   | +34 | 6    | التقدم إلى مرحلة خروج المغلوب |
| 2 | تايبيه الصينية | 2   | 1 | 0 | 1 | 7    | 7   | 0   | 3    |                               |
| 3 | سنغافورة       | 2   | 0 | 0 | 2 | 0    | 34  | −34 | 0    |                               |

| الصين | 7–0 | تايبيه الصينية |
| ----- | --- | -------------- |
|       |     |                |

| تايبيه الصينية | 7–0 | سنغافورة |
| -------------- | --- | -------- |
|                |     |          |

| سنغافورة | 0–27 | الصين |
| -------- | ---- | ----- |
|          |      |       |

### ترتيب الفرق في المرتبة الثانية
ملاحظة: تم استبعاد مباراة المجموعة (أ) و (ب) ضد فريق المركز الرابع.